# Cristian Hidalgo

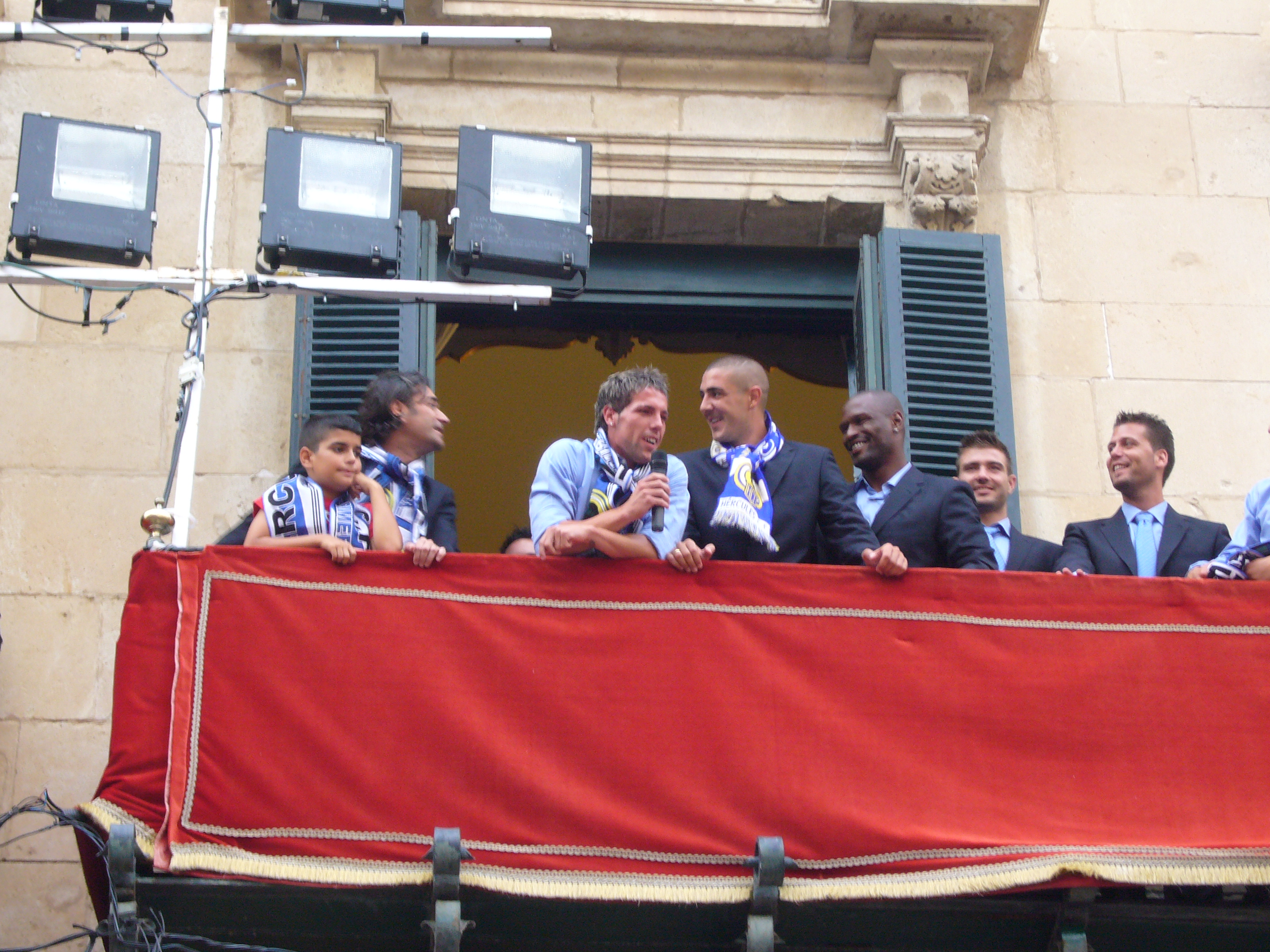
Cristian Hidalgo met microfoon in zijn hand.

Cristian Hidalgo González (Barcelona, 21 september 1983), voetbalnaam Cristian, is een Spaans profvoetballer die als middenvelder of aanvaller speelt. 
Cristian werd tijdens de voorbereiding voor het seizoen 2004/05 door Frank Rijkaard bij het eerste elftal van FC Barcelona gehaald. Cristian speelde in de oefenwedstrijden tegen CD Banyoles, UE Figueres en CF Hércules. Tegen CD Banyoles scoorde hij bovendien de enige treffer voor FC Barcelona in een wedstrijd die in 1-1 eindigde. 
Zijn officiële debuut in het eerste elftal van FC Barcelona maakte Cristian in januari 2006 tegen Zamora CF in de Copa del Rey als invaller voor Giovanni van Bronckhorst. Naast deze wedstrijden voor het eerste elftal, speelde Cristian vooral voor Barça B. Aangezien er geen perspectief was op een plaats bij het eerste elftal van FC Barcelona, besloot Cristian eind juni 2006 een contract voor vier jaar bij Deportivo La Coruña te tekenen. Van 2009 tot 2011 kwam hij uit voor Hércules CF. Daarna speelde hij kort bij Elche CF (2012), Alki Larnaca op Cyprus (2012) en Tsjerno More Varna in Bulgarije (2013). In het seizoen 2013/14 speelde Cristian in Israël voor Hapoel Bnei Sachnin. In de zomer van 2014 ging hij naar India waar hij voor Chennai gaat spelen in de Indian Super League. 